# Підмихайлівський зоопарк
Підмихайлівський зоопарк — колишній об'єкт природно-заповідного фонду Івано-Франківської області, зоопарк місцевого значення.
Був оголошений рішенням Івано-Франківської обласної ради 23.06.1997 року (село Підмихайлівці Рогатинського району). Площа — 5 га.
Рішенням Івано-Франківської обласної ради № 350-10 від 12.03.2004 зоопарк було скасовано.
Скасування статусу відбулось по причині того, що всі тварини в зоопарку вимерли..